# Мандилево
Мандилево (грч. Μανδήλι, Мандили) је насељено место у општини Зиљахово у периферији Средишња Македонија, Грчка. Према попису из 2021. године било је 43 становника.
Према бугарском географу и историчару, Василу Канчову, у Мандилеву је 1900. године живело 690 Словена хришћана, 125 Турака и 70 Аромуна. Током Другог балканског и Првог светског рата насеље је настрадало и већи део становништва је избегао, тако је после рата остало 283 житеља. Године 1923. преостало турско становништво је принудно исељено у Турску а на њихово место је насељена 31 грчка избегличка породица, укупно 145 особа. На попису из 1928. године Мандилево је мешовито насеље са 416 становника.